# Новый Берёзовец
Но́вый Берёзовец — посёлок в Кадыйском районе Костромской области. Входит в состав Чернышевского сельского поселения.

## География
Посёлок находится в юго-восточной части Костромской области, на правом берегу реки Нёмда, на расстоянии примерно 21 км (по прямой) к югу от посёлка городского типа Кадый, административного центра района.

### Часовой пояс
Посёлок Новый Берёзовец, как и вся Костромская область, находится в часовой зоне МСК (московское время). Смещение применяемого времени относительно UTC составляет +3:00.

## Население
| 2008 | 2010 | 2014 |
| ---- | ---- | ---- |
| 123  | ↗142 | ↗174 |

### Национальный состав
Согласно результатам переписи 2002 года, в национальной структуре населения русские составляли 99 % из 229 чел.

## Известные уроженцы
- Родионовский, Юрий Владимирович (род. 1960) — российский государственный деятель.